# Robert Tappan Morris
Robert Tappan Morris (también conocido como RTM) nació en 1965 y es profesor asociado en el Instituto Tecnológico de Massachusetts, en el departamento de Ingeniería Electrónica y Ciencias de la Computación. Es conocido por crear el Gusano Morris en 1988, considerado como el primer gusano de ordenador de la era de Internet. Es hijo de Robert Morris, exjefe científico en el Centro Nacional de Seguridad Informática, una división de la Agencia de Seguridad Nacional (NSA).
Creció en la sección de Millington en Long Hill Township, Nueva Jersey y se graduó de la Escuela Delbarton en 1983.
Morris asistió a la Universidad de Harvard, y más tarde pasó a la escuela de posgrado en Cornell. Durante su primer año allí, diseñó un gusano informático que interrumpió muchos ordenadores en lo que entonces era una incipiente Internet. Esto lo llevó a ser acusado un año después.

## Presunción criminal
En 1989, Morris fue acusado de violar el Título 18 del Código de los Estados Unidos (18 U.S.C. § 1030), la Ley de Fraude y Abuso Informático, siendo él la primera persona acusada bajo este acto. En diciembre de 1990, fue sentenciado a tres años de libertad condicional, 400 horas de servicio comunitario y una multa de 10.050 dólares más los costos de su supervisión. Apeló, pero la moción fue rechazada el siguiente mes de marzo.
El motivo declarado de Morris durante el juicio fue "demostrar las deficiencias de las medidas de seguridad actuales en las redes informáticas mediante la explotación de los defectos de seguridad que [él] había descubierto".

## Biografía
- 1987 - Realizó sus AB de Harvard.
- 1988 - Libera el Gusano Morris (cuando era un estudiante graduado en Cornell).
- 1989 - Acusado de Fraude y Abuso de Computadora, fue la primera persona en ser acusada por esta Ley.
- 1990 - Condenado y sentenciado a tres años de libertad vigilada, 400 horas de servicio comunitario, una multa de $ 10050 y el coste de su supervisión.
- 1995 - Cofunda Viaweb, una startup que hacia software para construir tiendas en línea (con Paul Graham)
- 1998 - Viaweb es vendida por $48 millones de dólares a Yahoo, quien renombro el software "Yahoo! Store"
- 1999 - Recibe el Ph.D. de ciencias aplicadas en Harvard.
- 1999 - Es designado como profesor en el MIT.
- 2005 - Cofunda Y Combinator, una empresa de financiación para startups en etapa semilla, que da capital semilla, consejos y conexiones (con Paul Graham, Jessica Livingston y Trevor Blackwell)
- 2006 - Le otorgan la tenencia.
- 2006 - Técnico asesor para Meraki Redes.
- 2008 - Lanza el lenguaje de programación Arc, un dialecto de Lisp (con Paul Graham).

Su principal interés es la investigación de computadoras en una arquitectura de red que incluye trabajos sobre tablas hash distribuidas como acordes y mallas de redes inalámbricas como Roofnet.
Morris es desde hace mucho tiempo amigo de Paul Graham (Graham, dedicó su libro ANSI Common Lisp a él) y él en su honor le puso Graham al lenguaje de programación que se utiliza para generar las tiendas en línea.